# Рамзен (Шаффгаузен)
Рамзен (нім. Ramsen SH) — громада  в Швейцарії в кантоні Шаффгаузен, округ Штайн.

## Географія
Громада розташована на відстані близько 135 км на північний схід від Берна, 14 км на схід від Шаффгаузена.
Рамзен має площу 13,5 км², з яких на 7,7% дозволяється будівництво (житлове та будівництво доріг), 61,3% використовуються в сільськогосподарських цілях, 29,1% зайнято лісами, 1,9% не є продуктивними (річки, льодовики або гори).

## Демографія
2019 року в громаді мешкало 1465 осіб (+14,2% порівняно з 2010 роком), іноземців було 28,2%. Густота населення становила 109 осіб/км².
За віковим діапазоном населення розподілялося таким чином: 17,9% — особи молодші 20 років, 63,1% — особи у віці 20—64 років, 19% — особи у віці 65 років та старші. Було 655 помешкань (у середньому 2,2 особи в помешканні).
Із загальної кількості 769 працюючих 86 було зайнятих в первинному секторі, 157 — в обробній промисловості, 526 — в галузі послуг.